# Inkastelacja

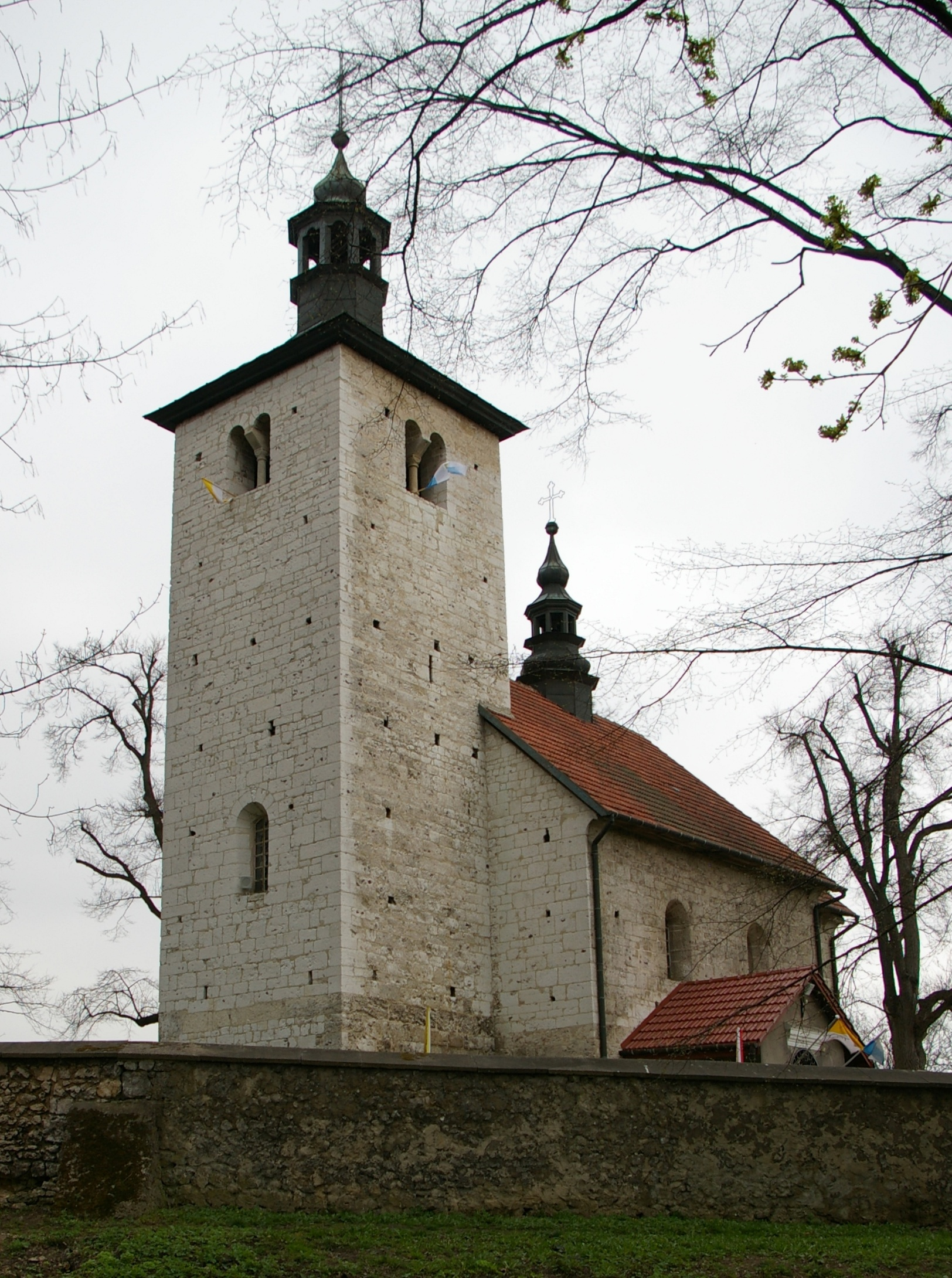
Wysocice (system wieżowy). Wieża romańskiego kościoła (XII-XIII wiek) to w istocie warowny, opatrzony strzelnicami stołp (wieża obronna) inkastelujący sakralną budowlę

Inkastelacja – nadanie budowli, która ze swojej natury nie jest obiektem obronnym, charakteru obronnego. Inkastelacja może być pierwotna, gdy charakter obronny nadano podczas wznoszenia, lub wtórna, gdy budowlę przystosowano do tego celu później. 
Inkastelacja może dotyczyć:
- wyposażenia obiektu w urządzenia bądź obronne elementy architektoniczne (na przykład machikuły);
- otoczenia nieobronnych budowli obwodem obronnym na przykład fosą, wałem, częstokołem, parkanem, i tymi podobnymi[2].